# Toledo (provins)
Toledo är en provins i västra delen av den autonoma regionen Kastilien-La Mancha i mitten av Spanien.
Huvudort är staden Toledo. Provinsen gränsar till Madrid, Cuenca, Ciudad Real, Badajoz, Cáceres, och Ávila.
Befolkningen som uppgår till 615 618 invånare (2006), fördelar sig på 204 kommuner ("municipios"), av vilka Talavera de la Reina är den största med en befolkning av 83 756 invånare. Näst största samhället är staden Toledo (77 601), medan den minsta Illán de Vacas, med en befolkning på 6 invånare, även är den minsta i Spanien.
Provinsen delar naturparken Parque Nacional de Cabañeros med Ciudad Real.
Floden Tajo rinner genom provinsen från öst till väst och flyter genom städerna Talavera de la Reina och Toledo.